# Thunderchild First Nation 115B
Thunderchild First Nation 115B är ett reservat i Kanada.   Det ligger i provinsen Saskatchewan, i den centrala delen av landet, 2 500 km väster om huvudstaden Ottawa.
Omgivningarna runt Thunderchild First Nation 115B är en mosaik av jordbruksmark och naturlig växtlighet. Trakten runt Thunderchild First Nation 115B är nära nog obefolkad, med mindre än två invånare per kvadratkilometer.